# Film giordani proposti per l'Oscar al miglior film straniero
A partire dal 2009 la Giordania ha cominciato a presentare film all'Academy of Motion Picture Arts and Sciences che lo rappresentassero all'Oscar come miglior film di lingua straniera. 
Nel 2016 un film giordano è entrato a far parte della cinquina finale delle nomination per la prima volta.
| Anno | Film                                | Regia          | Risultato     |
| ---- | ----------------------------------- | -------------- | ------------- |
| 2009 | Captain ʾAbū Rāʾed (كابتن أبو رائد) | Amin Matalqa   | Non candidato |
| 2016 | Ḏiʾb (ذيب)                          | Naji Abu Nowar | Candidato     |
| 2017 | 3000 layla (3000 ليلة)              | Mai Masri      | Non candidato |
| 2021 | 200 metri (200 متر)                 | Ameen Nayfeh   | Non candidato |

| Non candidato | Il film è stato proposto per la candidatura, ma non è stato selezionato dall'Academy of Motion Picture Arts and Sciences. |
| Short-list    | Il film è entrato nella "short-list" stilata a gennaio dei nove candidati per l'Oscar al miglior film straniero.          |
| Candidato     | Il film è entrato a far parte dei cinque candidati per l'Oscar al miglior film straniero.                                 |
| Vincitore     | Il film ha vinto l'Oscar al miglior film straniero.                                                                       |